# 王子麵
王子麵，是一個知名於臺灣的速食麵品牌，於1970年上市，由味王公司出產，為臺灣1970年代－1980年代最負盛名的速食麵之一。
王子麵推出世界第1包專用來乾吃的泡麵，這種應消費者習慣，迫使廠商大幅改變食品的本來成分、定位、食用方法、內容物、包裝與價格的過程，於食品消費市場中较為罕見。
王子麵不用烹煮或沖泡即可乾吃，自上市以來，一直深受臺灣消費者歡迎，也常為速食麵銷售量冠軍。1978年，統一企業推出與王子麵相同類型的科學麵。因為科學麵具有比王子麵更多的統一超商通路，於是逐漸取代王子麵，成為臺灣新的速食麵霸主。

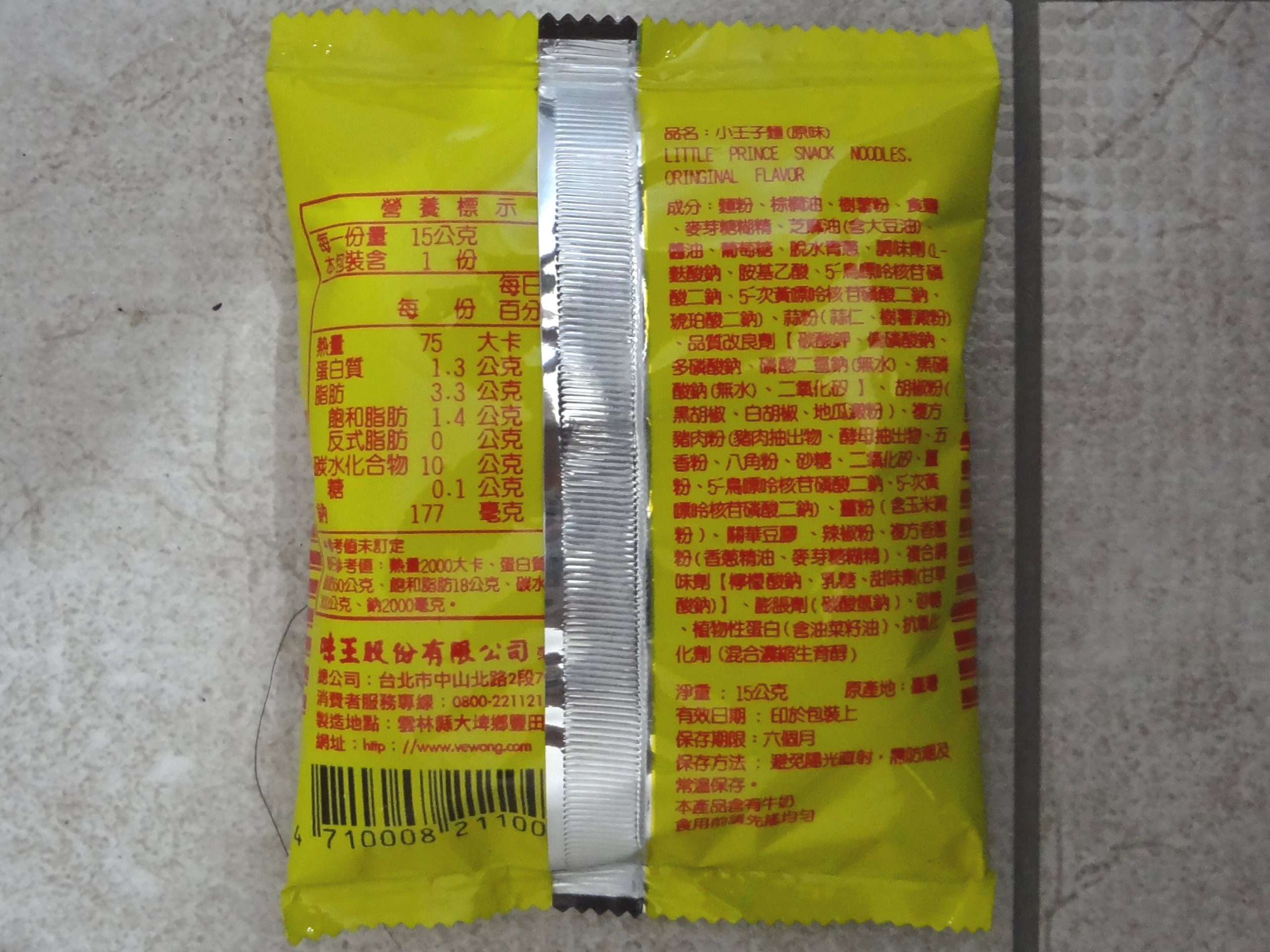
小王子麵原味15公克包背面

2002年，王子麵推出小包裝，名稱為小王子麵，搶佔科學麵1年新臺幣6億元的銷售王座。

## 上市
1970年，在臺灣生產味精、醬油的味王，繼國際食品之後投入了速食麵市場。與日本明星食品技術合作的味王，綜合本身公司名稱與主打年輕市場考量，將其重量80g左右的袋裝速食麵定名為王子麵，並在其包裝上面印刷著戴著運動帽的小孩子卡通圖樣。
王子麵的小孩子卡通圖樣是以當時男童星王懷麟為藍本。1973年，當時5歲的王懷麟被開廣告公司的父親友人選中拍王子麵廣告。王懷麟也曾與藝人金晶拍過奶粉廣告，但因被擔任教師的母親要求專心學業而退出演藝圈，現任婦產科醫師。
在強大廣告文宣與新穎包裝下，內容物包含一包調味料的王子麵迅速取代以公雞圖案包裝的不含調味料的生力麵，成為臺灣速食麵市場的新歡。

## 點心
事實上，真正讓王子麵深受歡迎最大原因，是多數消費者不經沖泡、烹煮，拿來直接壓碎麵體後，混合調味粉（或再搖勻）當作零食食用。這種無法考證發明者的速食麵乾吃吃法，不但臺灣首見，也為全世界首創。迄今，此類型速食麵經改良，已單純被臺灣人當成零食食用，甚至在包裝上不再印有烹煮沖泡的當初食用說明。
會造成速食麵當成點心的吃法，除了不知名消費者創意外，另外主因之一，乃是臺灣速食麵業者當初為兼顧煮食與沖泡，將其麵條本身水分減少，使麵體更為接近餅乾的清脆。再者也因為1970年代，臺灣民生物資較為缺乏，兒童食用零食較少，因此相當便宜；一包僅2.5元新臺幣（約合八分美金）的王子麵，成為臺灣兒童主要零食之一。
該起初流行於臺灣兒童、後來遍及全部消費者的王子麵零食吃法，一度為家長、政府甚至味王的反對。反對的理由，通常以食品衛生角度與調味料過多味精成分而著眼。不過，在消費市場要求下，味王漸次改變麵體成分與調味料內容，以更適合零食食用。至此，王子麵成為臺灣家喻戶曉的休閒食品。

## 再出發
1980年代中期，臺灣食品大廠統一企業模仿王子麵，出產相同類型的科學麵。因為科學麵較多的銷售通路（統一超商）；加上1990年代味王將生產線偏重其他產品，並將經營市場移至東南亞的泰國、印尼與越南；於是科學麵逐漸取代王子麵，成為臺灣新的速食麵霸主。即使如此，從新臺幣2.5元漲到新臺幣3元、4元、5元、6元、8元到10元一包的王子麵，仍為臺灣不少消費者所喜歡，其銷售量雖不若科學麵一年新臺幣6億元的市場，不過也在臺灣擁有一定消費群。
2002年，王子麵以新的小包裝重新上市。將麵體改成15g小包裝，再以8入、20入為大包裝銷售單位的小王子麵，不但將調味粉直接先行加入，也一併推出原味、海苔、煙燻培根、芥茉海苔、咖哩、岩燒海苔、炭烤BBQ、韓國泡菜、墨西哥披薩、墨西哥辣味莎莎醬、法式香濃起司與普羅旺斯羅勒香椿(素食)等十二種口味。在價格方面，8入裝為新臺幣18元。近年隨著網路購物的興盛，大陸及美、加地區也有進口代理商販售。
2014年，王子麵以元素的形態融合於當時很受歡迎的零嘴類，並跨進休閒零食中海苔類百家爭鳴的市場，此創新的概念也引來科學麵與張君雅的注意與觀望。

## 其他
- 流行歌手孫燕姿曾與樂團五月天合作過一首曲名就是《王子麵》的暢銷單曲，收錄於2002年發行的多團體/歌手創作合集《半成年主張》中。
- 今日臺灣滷味小攤；如三顧茅廬 (滷味)仍有滷味湯汁煮開王子麵的商品販賣，為此，王子麵甚至出品沒有調味料包、麵條硬度不相同的「滷味專用」王子麵，如同香港的出前一丁般成為進入餐飲菜單的速食麵。
- Slogan 標語解釋：「noodles oodles」中的「noodles」是麵條；「oodles[7]」是美國俚語，有大量、豐富之意，形容王子麵豐富的麵體以及香脆的口感，讓好多學生在上課時，總是忍不住偷偷地乾吃…這樣特別的新吃法，竟造成大流行，成為大家的最愛。[c]

## 相關
- 速食麵
- 科學麵
- 張君雅小妹妹系列
- 統一企業
- 味王

## 外部連結
- 王子麵官方網站 （页面存档备份，存于）
- 味王公司首頁 （页面存档备份，存于）